# Bank samochodowy
Bank samochodowy – rodzaj banku jakie tworzą duże koncerny motoryzacyjne, udzielające kredytów samochodowych przeznaczonych na zakup samochodu własnej marki sprzedawanej w sieci dealerskiej koncernu.